# Widow by Proxy
Widow by Proxy è un film muto del 1919 diretto da Walter Edwards. La sceneggiatura di Julia Crawford Ivers si basa sull'omonimo lavoro teatrale di Catherine Chisholm Cushing andato in scena in prima al George M. Cohan's Theatre di Broadway il 24 febbraio 1913.

## Trama

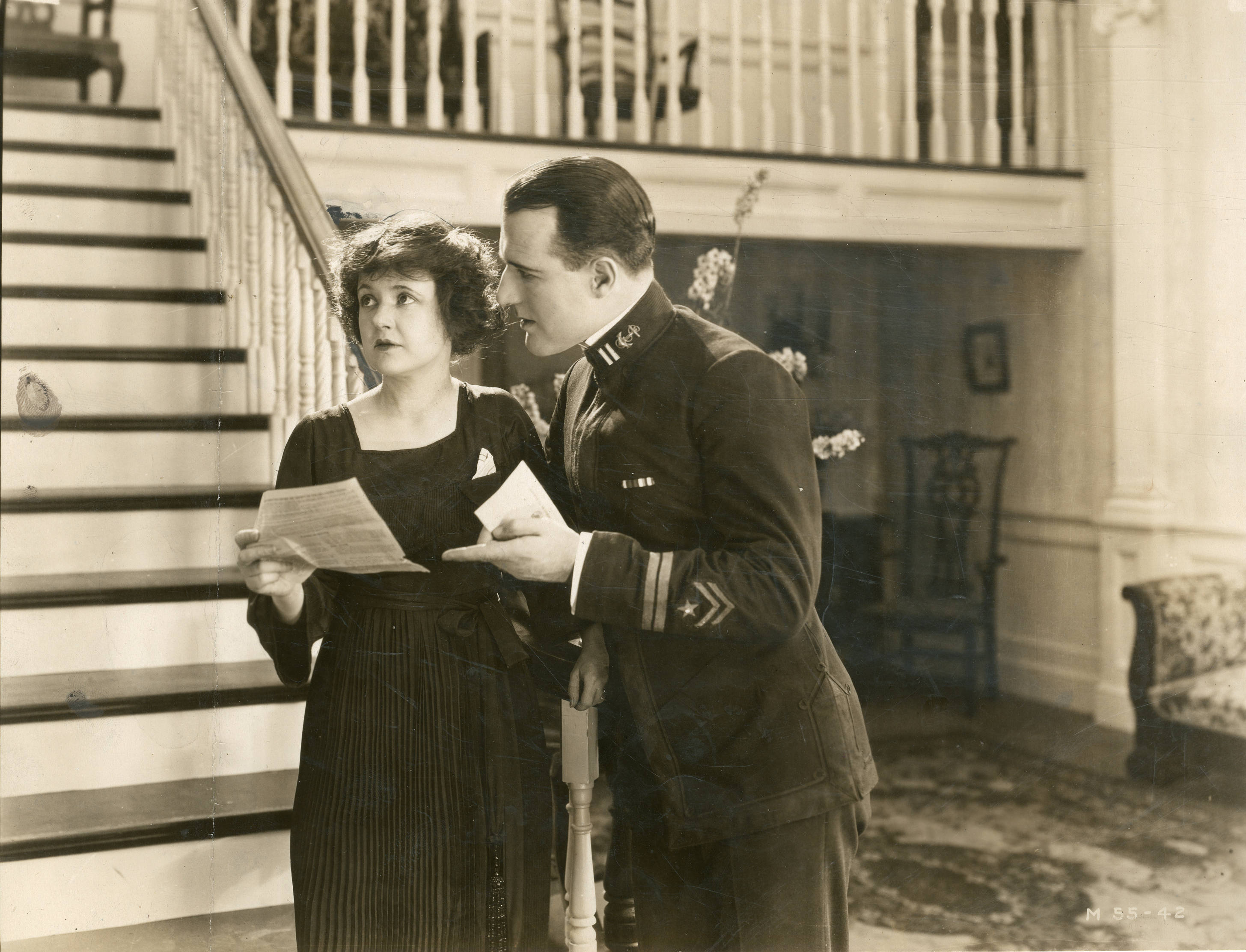
Marguerite Clark e Nigel Barrie

Le zie di Jack Pennington, una coppia di acide zitelle, rifiutano di incontrarsi con Dolores, la moglie di Jack, perché questa, prima del matrimonio, faceva l'attrice. Giunge la notizia della morte del giovane, caduto sul fronte francese. Dolores, allora, si trasferisce a casa di Gloria, che riesce malamente a tirare avanti dando lezioni di canto. Ben presto, però, le difficoltà finanziarie mettono in ginocchio la ragazza: davanti ai suoi minacciosi creditori, cerca di convincere Dolores ad accettare i cinquemila dollari che le spettano come eredità ma che lei rifiuta per orgoglio. Le propone di presentarsi a Pennington Manor, la casa dei Pennigton, scambiandosi le proprie identità. Gloria, fingendosi Dolores, impressiona le zie raccontando di avere una duchessa per madrina. Si innamora anche di Steven, il fratello del suo presunto marito, e venendo a sapere che deve presentarsi in servizio poiché è sotto le armi, i due decidono di sposarsi prima della sua partenza. Jack, però, è vivo. Ritornato in patria, scopre che Dolores stava per sposare suo fratello. Con il cuore a pezzi, sta per andarsene via, distrutto. Ma poi scopre lo scambio di persona delle due ragazze e capisce che l'innamorata di Steven è Gloria, non sua moglie e la faccenda viene finalmente chiarita.

## Produzione
Il film fu prodotto dalla Famous Players-Lasky Corporation.

## Distribuzione
Il copyright del film, richiesto dalla Famous Players-Lasky Corp., fu registrato il 9 agosto 1919 con il numero LP14074.

Distribuito dalla Famous Players-Lasky Corporation, il film uscì nelle sale statunitensi il 28 settembre, dopo essere stato presentato in prima a New York il 21 settembre 1919.
Non si conoscono copie ancora esistenti della pellicola che viene considerata presumibilmente perduta.